# أهل الكهف (فلم)
أهل الكهف فيلم إثارة وتاريخي خيالي مصري بدأ عرضه في 12 يونيو 2024، ضمن موسم عيد الأضحى 1445 هـ (وافق العيد يوم 16 يونيو).
الفيلم إخراج عمرو عرفة، وإنتاج شركة رشيدي برودكشن، ومقتبس عن المسرحية الفلسفية أهل الكهف للأديب توفيق الحكيم والمستوحاه من القرآن الكريم، وعالجه سينمائيًا أيمن بهجت قمر. من بطولة خالد النبوي، وغادة عادل، ومحمد ممدوح، ومحمد فراج، وأحمد عيد، وريم مصطفى. يتناول الفيلم قصة مجموعة من سبعة أشخاص، يختبئون في كهف هربًا من بطش الملك الروماني «ديكيوس»، الذي يريد الفتك بهم لاعتناقهم المسيحية، ليستيقظوا بعد قرون في عالم مختلف تمامًا.

## ملخص القصة
في إطار تاريخي خيالي، يعرض الفيلم مجموعة من سبعة أشخاص يتعرضون للاضطهاد الديني بعصر الإمبراطورية الرومانية في عهد الملك «ديكيوس»، لاعتناقهم الديانة المسيحية. يهربون إلى كهف ليختبئوا، فيدخلون في نوم عميق يستمر لعدة ثلاثة قرون. يستيقظون بعد مرور كل هذه المدة ليجدوا أنفسهم في عالم مختلف تمامًا عن العالم الذي عرفوه، حيث تغيرت الحضارات وتطورت التكنولوجيا. يواجهون صعوبات كبيرة في التأقلم مع هذا العالم الجديد والبحث عن مكانهم فيه.

## طاقم التمثيل
- خالد النبوي بدور سبيل
- غادة عادل بدور بريسكا
- محمد ممدوح بدور بولا
- محمد فراج بدور نور - نار
- أحمد عيد بدور مليخة
- ريم مصطفى بدور تنسيم
- بيومي فؤاد بدور الإمبراطور
- مصطفى فهمي بدور ديكيوس
- أحمد فؤاد سليم بدور جلياس
- أحمد وفيق بدور دريس
- صبري فواز بدور عرموش
- هاجر أحمد بدور بنت خشب
- بسنت شوقي بدور سونيا
- جميل برسوم بدور نيافة الأسقف
- رشوان توفيق بدور خشب
- أحمد بدير بدور الراوي
- عبير فاروق بدور أم بولا

## الاستقبال
رغم الإنتاج الكبير ووجود طاقم نجوم معروف، احتل الفيلم المرتبة الأخيرة في إيرادات شباك التذاكر بين الأفلام التي عُرضت خلال نفس موسم. وبلغت إيراداته حوالي 13.4 مليون جنيه بعد 8 أسابيع من عرضه، وهو مبلغ قليل جدًا مقارنةً بأفلام موسمه مثل ولاد رزق: القاضية الذي حقق إيرادات بلغت 256 مليون جنيه في مصر. أرجع بعض النقاد أن سبب ضعف الإيرادات قد يرجع إلى ضعف السيناريو، وتولي أيمن بهجت قمر المعروف بأعماله الكوميدية إعادة معالجته، ويرجح البعض أنه لم يكن الاختيار الأمثل لمعالجة قصة درامية ثقيلة كهذه، حيث عانى السيناريو والحوار من البساطة والركاكة. بالإضافة إلى تعديلات غير موفقة على القصة الأصلية، مثل زيادة عدد الأشخاص في الكهف، وتحويل شخصية مليخة (التي جسدها أحمد عيد) من شخصية حكيمة إلى دور خفيف الظل، وهو ما أضاف خفة غير مناسبة للعمل، وطابعًا كوميديًّا مغايرًا لأجواء الفيلم.

## وصلات خارجية
- أهل الكهف على موقع IMDb (الإنجليزية)
- أهل الكهف على موقع الدهليز
- أهل الكهف على موقع قاعدة بيانات الأفلام العربية
- أهل الكهف على موقع قاعدة بيانات الفيلم (الإنجليزية)
- أهل الكهف على موقع ليتربوكسد (الإنجليزية)